# Polizia di Kolkata
La polizia di Kolkata (in bengali কলকাতা পুলিশ, Kalakātā Puliśa; in hindī कलकत्ता पुलिस, Kalakattā Pulisa; in inglese Kolkata Police, in precedenza "Calcutta Police"), è la forza di polizia territoriale responsabile dell'applicazione della legge e della prevenzione del crimine nell'area metropolitana della città di Kolkata, nel Bengala Occidentale. È una delle due principali forze di polizia del Bengala Occidentale, l'altra è la Polizia del Bengala Occidentale.
La principale area operativa coperta dalla polizia di Kolkata è la regione metropolitana di Kolkata, escluse le vicine città di Howrah (coperto dalla polizia della città di Howrah), Barrackpore (coperto dalla polizia della città di Barrackpore), Chandannagar (coperto dalla polizia della città di Chandannagar) e la vicina località di New Town (coperto dalla polizia della città di Bidhannagar)
Le funzioni principali della Polizia di Kolkata sono il mantenimento dell'ordine pubblico in città, la gestione del traffico, la prevenzione e l'individuazione dei reati e il coordinamento di vari servizi rivolti ai cittadini di Kolkata. La polizia di Kolkata è composta da dieci divisioni che coprono 91 stazioni di polizia. Ha una forza di circa 37.400 uomini e una giurisdizione territoriale di 530,34 km² Oltre alle funzioni di polizia generale, la polizia di Kolkata dispone di diverse sezioni specializzate e nove battaglioni di polizia armata.
La polizia di Kolkata è stata spesso oggetto di critiche da parte dell'opinione pubblica, ed è stata spesso accusata di essere un'istituzione fantoccio del governo statale. È salito alla ribalta nazionale in seguito allo stupro e all'omicidio di Kolkata del 2024. Le forze dell'ordine sono state accusate di essere complici della distruzione di prove durante le indagini sull'incidente. Inoltre, il dipartimento del traffico è stato criticato per le sue politiche anti-bicicletta, imponendo un divieto assoluto di circolazione delle biciclette su diverse arterie stradali e sequestrando le biciclette che violano il divieto, oltre a corruzione e concussione quando si riscuotono multe dai ciclisti che violano o sfidano il divieto.

## Storia

### Primi anni (XVII secolo)
La storia dell'attuale struttura di polizia a Kolkata risale ai tempi della Compagnia delle Indie Orientali, quando la città era conosciuta come "Calcutta" e fu uno dei primi insediamenti della Compagnia Britannica delle Indie Orientali. Calcutta fu fondata sulle rive orientali dell'Hooghly da un inglese, Job Charnock, nel 1690. Nei primi giorni di Calcutta, la polizia era limitata all'amministrazione Moghul e ai suoi rappresentanti locali. Il Bengala faceva ancora parte tecnicamente dell'Impero Moghul, ma i Nawab del Bengala, con sede a Murshidabad, nel Bengala Meridionale Settentrionale, ne erano i governanti effettivi. Le funzioni di guardia e di guardia erano affidate a un Kotwal, o prefetto cittadino, che aveva al suo comando 45 peoni, armati con armi tradizionali come bastoni e lance, per occuparsi dei malfattori.

### Polizia della Compagnia delle Indie Orientali (1720–1845)
Nel 1720, la Compagnia delle Indie Orientali nominò formalmente un ufficiale responsabile dell'amministrazione civile e penale. Era assistito da un funzionario indiano comunemente noto come vice nero o zamindar nero. Sotto il suo comando c'erano tre naib-dewan, uno dei quali era responsabile della polizia. L'insediamento era diviso in "thana" (stazioni di polizia) sotto il comando di "thanadar", che a loro volta avevano contingenti di "naik" e "paik". Fu formato anche un piccolo contingente di polizia fluviale. Uno statuto approvato nel 1778 elevò il personale della polizia di Kolkata a 700 paik, 31 thanadar e 34 naib, sotto un sovrintendente. Nel 1785 furono nominati commissari di conservazione per la città, che si occupavano anche della sorveglianza e della custodia. L'organizzazione della polizia era ancora molto poco rigida. Nel 1794, furono nominati giudici di pace per l'amministrazione municipale di Kolkata e dei suoi sobborghi, sotto la guida di un magistrato capo che era direttamente responsabile della polizia. Nel 1806 i giudici di pace furono costituiti come magistrati di 24 Pargana e parti dei distretti adiacenti entro un raggio di 20 miglia dalla città.

### Consolidamento (1845–1866)
I decenni centrali del XIX secolo videro una maggiore sistematizzazione e istituzionalizzazione delle attività di polizia a Kolkata. Un magistrato cittadino di nome William Coats Blacquière inaugurò una rete di spie o goendas (in bengalese: গোয়েন্দা). Nel 1845, un comitato guidato da J.H. Patton apportò cambiamenti chiave nell'organizzazione della polizia, che iniziò a modellarsi sulla Polizia Metropolitana di Londra. Fu nominato un Commissario di Polizia con poteri di giudice di pace per preservare la legge e l'ordine, individuare i reati e arrestare i trasgressori. Nel 1856 il Governatore Generale promulgò una legge che considerava la Polizia di Calcutta un'organizzazione separata e S. Wauchope, allora magistrato capo di Calcutta, fu nominato primo Commissario di Polizia.
Il 1857 fu un periodo difficile per la Compagnia inglese delle Indie Orientali. L'anno vide la prima rivolta contro il dominio britannico. La ribellione portò allo scioglimento della Compagnia nel 1858. Indusse inoltre gli inglesi a riorganizzare l'esercito, il sistema finanziario e l'amministrazione in India. Da allora in poi, il paese fu governato direttamente dalla corona come nuovo Raj britannico. Il commissario Wauchope gestì la situazione con abilità e fu nominato cavaliere per il suo operato. Durante il mandato del suo successore, V.H. Schalch, nel 1866 furono emanati il Calcutta Police Act e il Calcutta Suburban Police Act.

### Modernizzazione (1866–1947)
Nel 1868, Sir Stuart Hogg istituì il Dipartimento Investigativo della Polizia di Calcutta con A. Younan come sovrintendente e R. Lamb come ispettore di prima classe. Hogg fu sia Commissario di Polizia che Presidente della Municipalità di Calcutta. Sir Frederick James Halliday, nominato Commissario di Polizia nel 1906, introdusse anche diversi cambiamenti nell'amministrazione della Polizia di Calcutta, tra cui il sistema di gestione di una Sala Controllo. In risposta alla minaccia dell'organizzazione nazionalista Anushilan Samiti, Haliday supervisionò la creazione della Special Branch nel giugno 1909 su raccomandazione di Sir Charles Augustus Tegart. Per i suoi numerosi contributi allo sviluppo della polizia cittadina, è considerato il padre della moderna polizia di Kolkata. Sir Charles Augustus Tegart, a capo del Dipartimento Investigativo, fu il primo membro della Polizia Indiana (IP) nell'organizzazione. Riorganizzò la polizia cittadina e la rese efficiente. Ufficiale pluridecorato, fu Commissario di Polizia dal 1923 al 1931 e fu ammirato per aver mantenuto la città libera dalla criminalità. Tuttavia, era impopolare tra i combattenti per la libertà e i suoi incontri con i rivoluzionari sono parte del folklore popolare bengalese. Durante la Marcia del Sale del 1930, la Polizia di Calcutta era guidata da Charles Tegart come Commissario di Polizia, Ramgati Banerjee come Vice Capo (Sud) e Sukumar Sengupta come Vice Capo (Nord). In seguito, Banerjee lasciò il suo incarico per dedicarsi all'insegnamento, mentre Hussain lasciò l'incarico per diventare Primo Ispettore Generale del Pakistan Orientale. Sukumar Sengupta continuò a ricoprire l'incarico diventando il primo Ispettore Generale di Polizia bengalese del Bengala Occidentale subito dopo l'indipendenza.

### Dopo l'indipendenza (dal 1947 in poi)

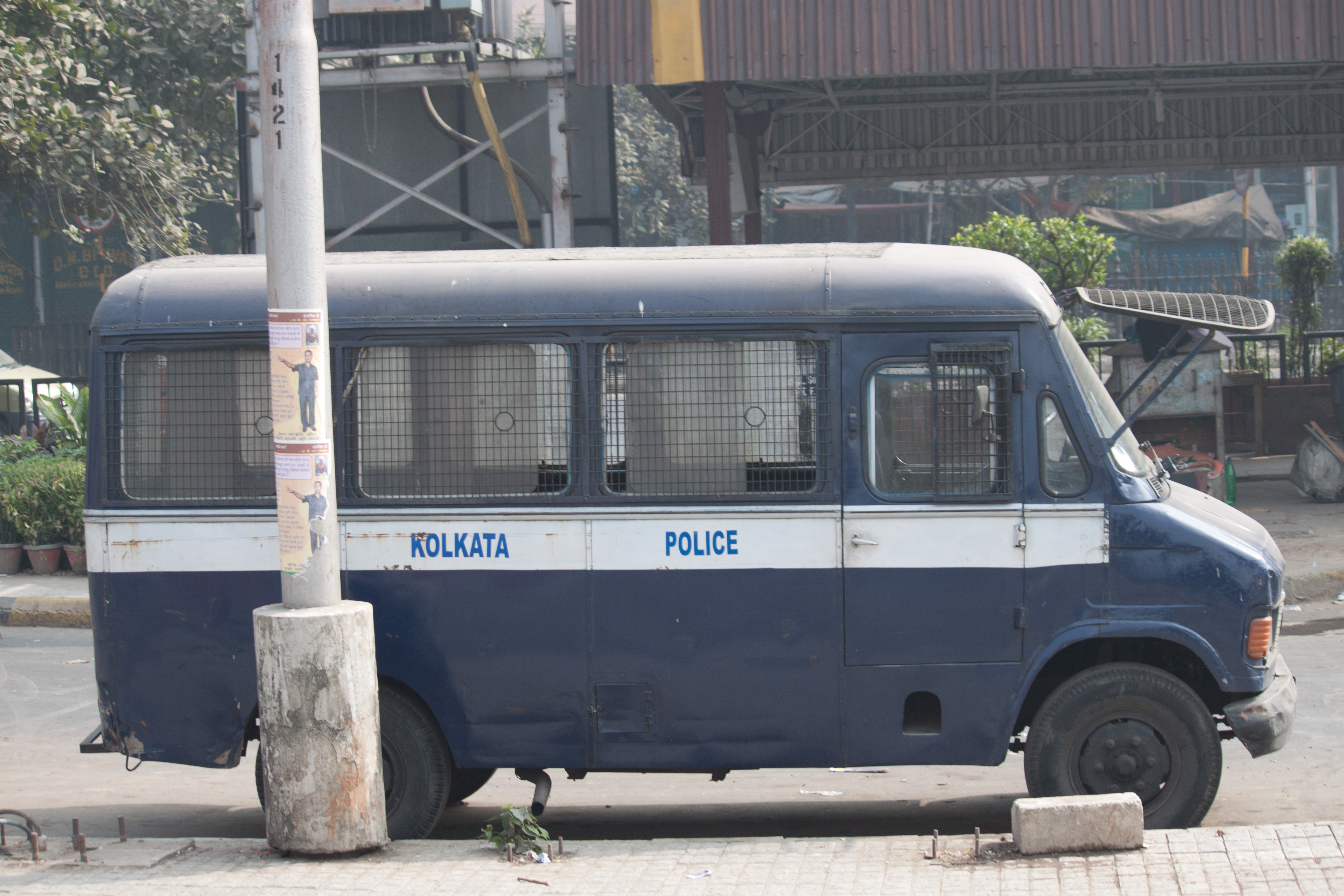
Furgone della polizia

La storia coloniale della Polizia di Calcutta è stata principalmente repressiva e antinazionalista. Dopo l'indipendenza dell'India dal dominio britannico nel 1947, la Polizia di Calcutta è stata riorganizzata come elemento essenziale delle forze dell'ordine indiane. Surendra Nath Chatterjee è stato il primo Commissario di Polizia indiano. Nel 2024, la Polizia di Kolkata conta dieci divisioni che coprono 91 stazioni di polizia. Ha una forza di circa 37.400 uomini e una giurisdizione territoriale di 530,34 km². Sono presenti nove battaglioni di forze armate e reparti specializzati.

## Emblema
L'emblema della polizia di Kolkata, vestigia dell'epoca coloniale, simboleggia la sua eredità e fedeltà, sia passata che presente, in precedenza alla Corona britannica e, dal 1947, all'Unione indiana.
È composto dalla Croce di Malta circondata dalla Stella di Brunswick, presente anche sugli emblemi di tutte le forze di polizia territoriali britanniche e, in India, del reggimento Garhwal Rifles (ex Royal Garhwal Rifles) dell'esercito indiano e della polizia del Madhya Pradesh. Al centro, l'emblema di Stato è raffigurato sopra il motto nazionale - Satyameva Jayate - tratto dalla Mundaka Upanishad.

## Struttura organizzativa

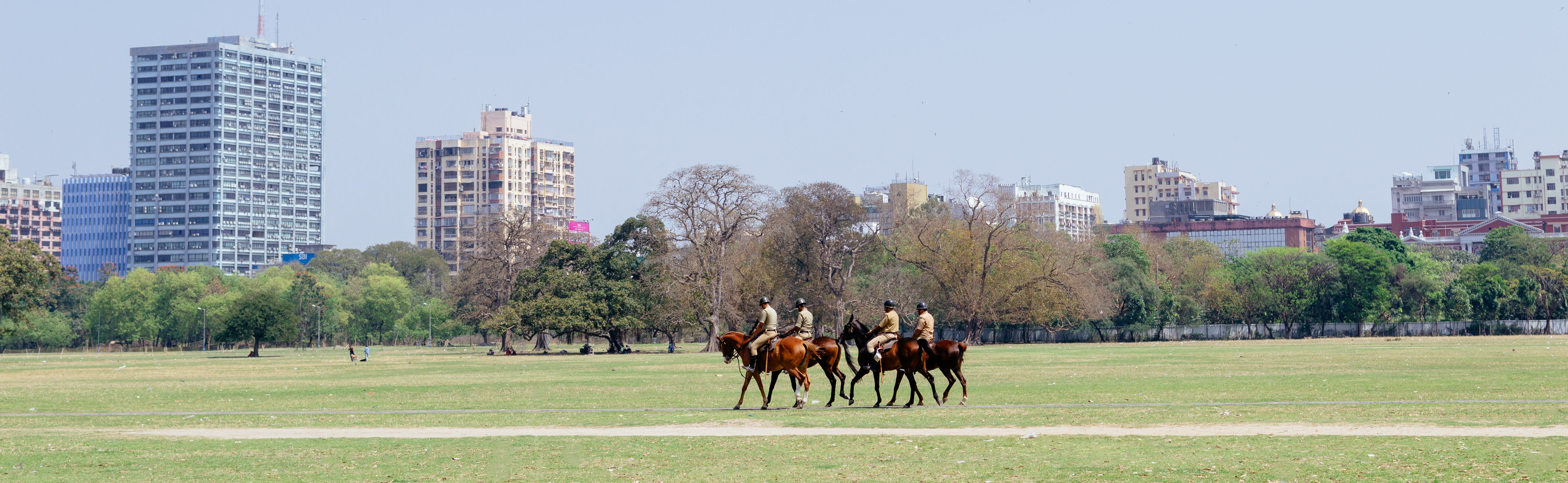
Agenti della polizia a cavallo di Kolkata attraversano a cavallo il Maidan Ground, a Kolkata.

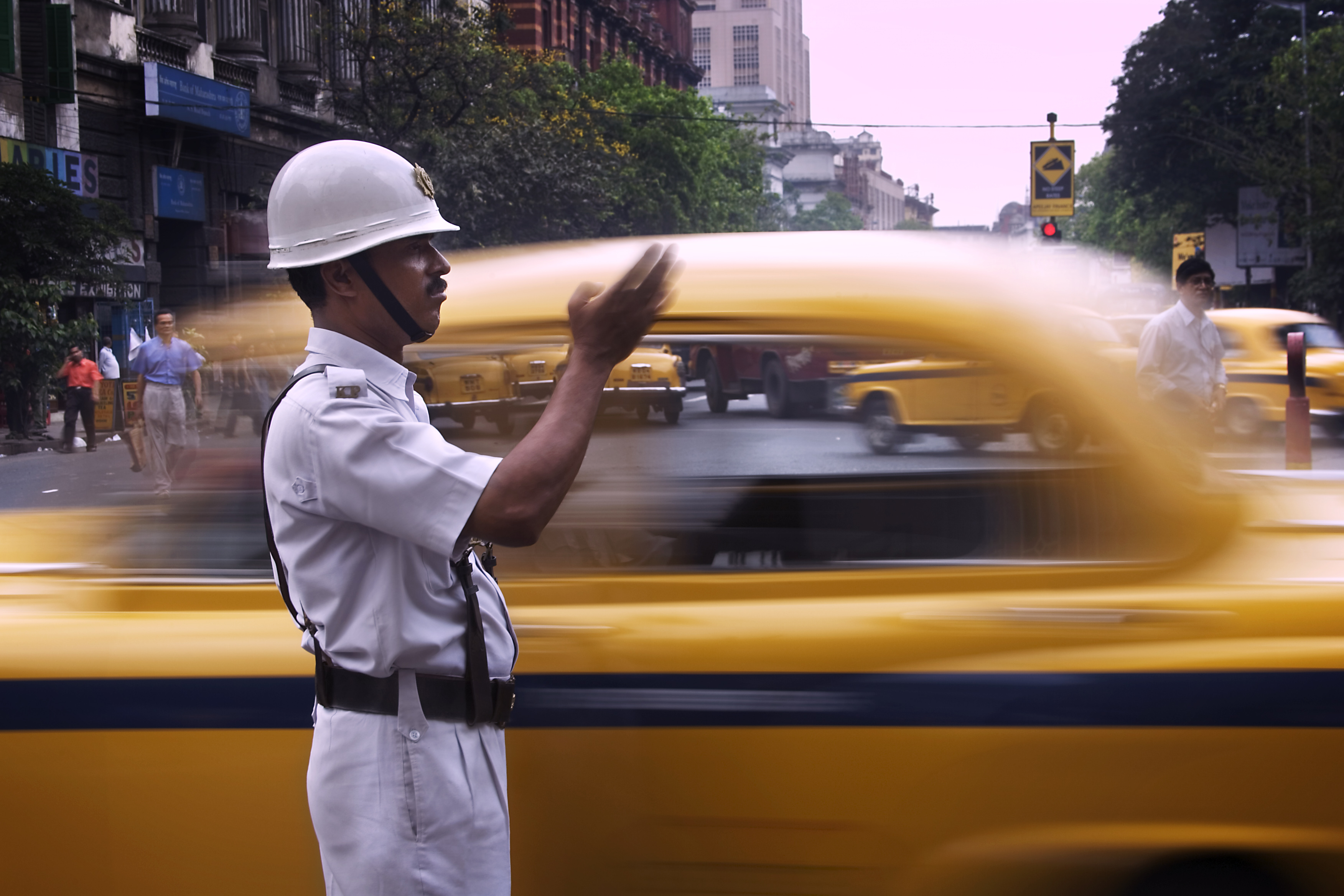
Agenti della polizia stradale in uniforme bianca dirigono il traffico a Kolkata.

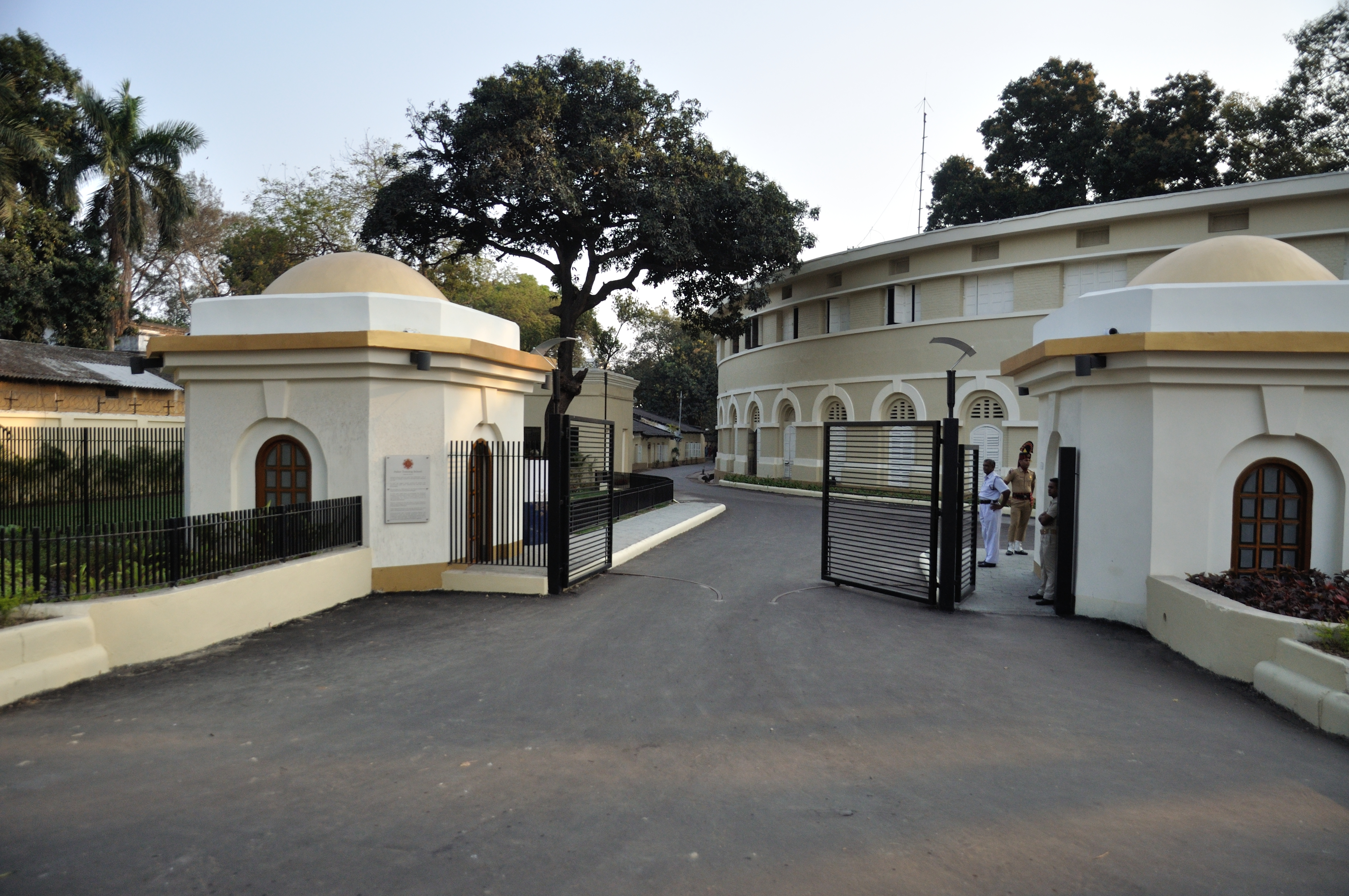
Scuola di formazione della polizia, Kolkata.

A partire dal 2024, la polizia di Kolkata ha dieci divisioni che coprono 91 stazioni di polizia. Ha una forza di circa 37.400 uomini e una giurisdizione territoriale di 530,34 km². Il Commissario è il capo della Polizia di Kolkata. Il Commissario è nominato dal Governo del Bengala Occidentale e risponde in modo indipendente al Ministro degli Interni dello Stato. La sede centrale è in Lalbazar Street 18, vicino all'area di B.B.D. Bagh, nel centro di Kolkata. Il Commissario è un ufficiale dell'Indian Police Service con il grado di Addetto DG e Ispettore Generale di Polizia. Manoj Kumar Verma è l'attuale Commissario. Il Governo dello Stato conferisce al Commissario i poteri di un magistrato di prima classe, con limiti entro i confini di Kolkata. Ha il potere di impartire ordini a sua discrezione.

### Unità
Divisioni
1. Divisione Sud
2. Divisione Nord e Nord Suburbana
3. Divisione Centrale
4. Divisione suburbana orientale
5. Divisione portuale
6. Divisione Sud-Est
7. Divisione suburbana meridionale (divisione di Jadavpur)
8. Divisione del Sud-Ovest (Divisione Behala)
9. Divisione Est
10. Divisione Bhangar

Rami
1. Dipartimento investigativo
2. Special Branch[6]
3. Ramo di applicazione della legge
4. Polizia stradale di Kolkata
5. Forza di riserva
6. Filiale wireless
7. Organizzazione di controllo della sicurezza

Altre unità
1. Scuola di formazione di polizia
2. Organizzazione della Guardia Nazionale
3. Special Task Force[7]
4. La Polizia Armata di Kolkata (KAP) è la forza di polizia armata dello stato del Bengala Occidentale, responsabile delle operazioni a Kolkata. La KAP fa parte della KPF ed è composta da nove battaglioni e tre unità speciali. Le unità speciali sono la RAF, la Special Action Force (SAF, circa 160 membri), la Commando Force (circa 200 membri) e la Combat Force.[8]

### Struttura di rango
La struttura dei gradi della Polizia di Kolkata, per la maggior parte, assomiglia a quella di altre forze di polizia indiane. Tuttavia, i gradi di Sergente e Sergente Maggiore sono esclusivi di questa forza. Originariamente istituiti come gradi di accesso diretto riservati a europei e anglo-indiani durante il Raj britannico, furono resi disponibili anche agli indiani poco dopo l'indipendenza. Ronald Allen Moore, uno degli ultimi ufficiali anglo-indiani della Polizia di Kolkata (l'ex Polizia di Calcutta), entrò a far parte delle forze con il grado di Sergente, ritirandosi negli anni '60 come Vice Commissario Senior. Poco dopo, il grado di Sergente Maggiore cadde in disuso e fu abolito per la maggior parte delle forze. Ciononostante, la Polizia a Cavallo di Kolkata mantiene tale grado ancora oggi.
È importante notare che i gradi di Sergente e Sergente Maggiore erano rappresentati rispettivamente da tre galloni e dall'emblema nazionale (entrambi sullo stemma) fino agli anni '90, proprio come un Havildar/Sergente e un Maggiore Havildar di Compagnia/Sergente Maggiore di Compagnia nell'esercito indiano. Ciò ha reso entrambi i gradi parte del gruppo dei sottufficiali, ed entrambi i gradi erano inferiori a quello di Vice Sottoispettore. Tuttavia, negli anni '90, sono state introdotte riforme a livello di forza per assegnare ai Sergenti un'autorità superiore rispetto ai Vice Sottoispettori, e al Sergente Maggiore un'autorità superiore rispetto ai Sottoispettori. Tuttavia, i gradi di Sergente Maggiore e Sottoispettore (sia ordinari che di assistente) non esistono in modo indipendente, poiché la Polizia a Cavallo di Kolkata non utilizza i gradi di Sottoispettore e di Vice Sottoispettore, mentre altre divisioni non utilizzano il grado di Sergente Maggiore.
Inoltre, a differenza delle sue controparti nel resto dell'India, la Polizia di Kolkata non utilizza la convenzionale stella a cinque punte per le insegne dei gradi di Ispettore e Vice Commissario. Invece, viene utilizzata la Stella a quattro punte dell'Ordine del Bagno, utilizzata per i gradi degli ufficiali nell'esercito indiano dalla sua nascita fino al 1950 (quando l'India divenne una repubblica e adottò la stella a cinque punte per le insegne pertinenti e anche nelle forze armate/di polizia del Regno Unito e del Commonwealth delle Nazioni), o il "pip" (come viene chiamato colloquialmente nel Regno Unito e nel moderno Commonwealth delle Nazioni). La stella a cinque punte, in gran parte un retaggio dell'era coloniale, fu utilizzata per tutti i gradi delle forze armate (dall'ispettore al commissario, allora equiparato a un colonnello anziché a un tenente generale come oggi) fino al 1947, quando nuovi regolamenti stabilirono che gli ufficiali superiori delle forze armate (al di sopra del grado di vice commissario) dovevano essere reclutati dall'Indian Police Service (l'ex Imperial Police) invece di essere selezionati direttamente dai ranghi inferiori e medi delle forze armate stesse. Di conseguenza, entrò in uso la stella a cinque punte utilizzata dall'Imperial Police (e successivamente dall'esercito e da tutti gli altri servizi). Tuttavia, è rimasta come insegna di grado per ispettori e vice commissari, poiché i titolari di tali gradi provengono dalle forze armate stesse.
| Gruppo di rango                   | Indian Police Service            | Indian Police Service           | Indian Police Service              | Indian Police Service       | Indian Police Service       | Polizia di Kolkata                | Polizia di Kolkata |
| --------------------------------- | -------------------------------- | ------------------------------- | ---------------------------------- | --------------------------- | --------------------------- | --------------------------------- | ------------------ |
|                                   |                                  |                                 |                                    |                             |                             |                                   |                    |
|                                   | Commissario di Polizia           | Commissario aggiunto di polizia | Commissario aggiunto di polizia    | Vice Commissario di Polizia | Vice Commissario di Polizia | Commissario assistente di polizia | Ispettore          |
| Equivalente nella polizia statale | Direttore generale della polizia | Ispettore generale di polizia   | Vice ispettore generale di polizia | Sovrintendente di Polizia   | Sovrintendente di Polizia   | Vice Sovrintendente di Polizia    |                    |

| Sottufficiali     | Sottufficiali                              | Sottufficiali | Sottufficiali             | Arruolato                          |
| ----------------- | ------------------------------------------ | ------------- | ------------------------- | ---------------------------------- |
|                   |                                            |               |                           | Nessuna insegna                    |
| Sergente maggiore | Sub-ispettore/Subedar/Supervisore wireless | Sergente      | Vice ispettore assistente | Agente di polizia/Sepoy/Sowar/Syce |

- Il titolo di Subedar sostituisce il grado di Sottoispettore nella Polizia Armata.
- Il titolo di Supervisore Wireless sostituisce il grado di Sottoispettore nella Sala di Controllo della Polizia.
- Il Head Sowar, Syce e Sowar sostituiscono il grado di agente di polizia nella polizia a cavallo.
- Sepoy sostituisce il grado di agente di polizia nella polizia armata.

### Giurisdizione

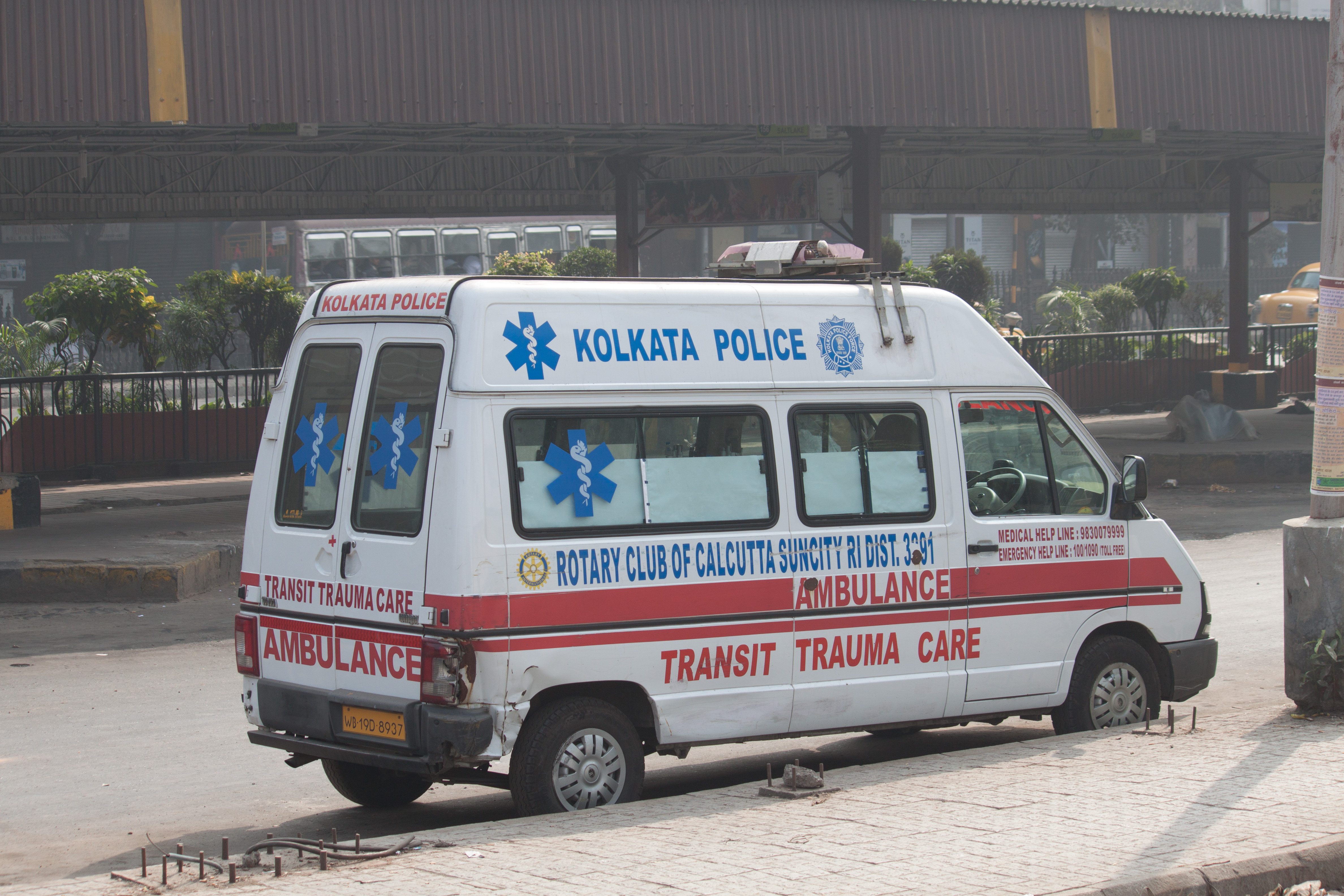
Un'ambulanza della polizia di Kolkata

La giurisdizione della Polizia di Kolkata copre l'area del Distretto di Kolkata e un'area adiacente. Quest'area adiacente, come il Distretto di Kolkata, rientra nei confini del Comune di Kolkata. L'intera area di competenza della Polizia di Kolkata comprende tutti i 144 distretti del KMC. Nel marzo 2009 la polizia di Calcutta ha preso sotto la sua ala protettrice 17 stazioni di polizia del distretto 24-Pargana Nord e Sud. Nel settembre 2011 la polizia di Calcutta ha nuovamente esteso la propria giurisdizione ad altre 17 stazioni di polizia nel distretto adiacente di South 24-Parganas nel tentativo di migliorare il servizio di polizia.

## Amministrazione
Le stazioni di polizia sotto la giurisdizione della polizia di Kolkata sono le seguenti:
- Alipore
- Amherst Street
- Amherst Street Women
- Anandapur
- Ballygunge
- Bansdroni
- Behala
- Behala Women
- Beliaghata
- Beniapukur
- Bhangar
- Bhowanipur
- Bijoyganj Bazar
- Bodra PS
- Bowbazar
- Burrabazar
- Burtolla
- Chandaneswar PS
- Charu Market
- Chetla
- Chitpur
- Cossipore
- Cyber PS
- Ekbalpur
- Entally
- Garden Reach
- Garfa
- Gariahat
- Girish Park
- Golf Green
- Hatishala
- Hare Street
- Haridevpur
- Hastings
- Jadavpur
- Jorabagan
- Jorasanko
- Kalighat
- Kolkata Leather Complex
- Karaya
- Karaya Women
- Kasba
- Lake
- Madhabpur PS
- Maidan
- Maniktala
- Metiabruz
- Muchipara
- Nadial
- Narkeldanga
- Netaji Nagar
- New Alipore
- New Market
- North Port
- Panchasayar
- Park Street
- Parnashree
- Patuli
- Patuli Women
- Phoolbagan
- Polerhat
- Posta
- Pragati Maidan
- Purba Jadavpur
- Rabindra Sarobar
- Rajabagan
- Regent Park
- Sarsuna
- Shakespeare Sarani
- Shyampukur
- Sinthee
- Special Task Force PS
- South Port
- Survey Park
- Survey Park Women
- Tala
- Taltala
- Taltala Women
- Thakurpukur
- Tiljala
- Tollygunge
- Tollygunge Women
- Topsia
- Ultadanga
- Ultadanga Women
- Uttar Kashipur
- Watgunge
- Watgunge Women
- West Port

## Attrezzatura
- Carabina M4
- Fucile INSAS calibro 5,56 mm NATO
- Fucile Excalibur OFB[14]
- Revolver
- Pistola automatica 9mm 1A
- Ghaatak
- Heckler & Koch MP5
- Mitragliatrice Sterling: versione indiana
- SLR: versione indiana di FN FAL
- SLR da 7,62 mm: con attacco tubo speciale
- Lee-Enfield fucile .303 British: versione indiana
- Fucile a pompa OFB calibro 12.
- Mortaio da 51 mm
- 0.203 Pistola antisommossa
- Pistola a gas
- Granata
- Colt XM177
- M16A2
- SIG SG 551

## Critica
La polizia di Kolkata ha una storia di inosservanza di leggi e regolamenti, nonché di impegno in attività di pacificazione religiosa, in linea con l'opinione dei partiti avversari nel Bengala Occidentale. Il dipartimento è stato duramente criticato per il suo coinvolgimento politico, oltre a prendere di mira critici politici e creatori di contenuti.
La polizia di Kolkata è stata criticata nell'indagine sul suicidio di Rizwanur Rahman nel settembre 2007, coinvolta in un matrimonio interreligioso con la figlia dell'uomo d'affari Ashok Todi. Diversi agenti, tra cui l'allora commissario Prasun Mukherjee, sono stati coinvolti nella tortura di Rahman dopo essere stati in combutta con Todi. Il caso è stato successivamente trasferito al CBI dopo un ordine del governo statale.
Durante le elezioni del 2024, la divisione informatica della polizia di Kolkata ha emesso avvertimenti agli 2 utenti di Twitter affinché rivelassero la loro identità o affrontassero accuse ai sensi della Sezione 149 del CrPC, dopo aver pubblicato un video meme del leader del Trinamool Congress Mamata Banerjee che balla. Tuttavia, l'avviso è stato annullato e il tweet del dipartimento è stato eliminato, dopo che il leader del BJP Narendra Modi ha ritwittato il meme simile creato dagli utenti e lo ha trovato divertente.
Il 30 maggio 2025, in seguito all'attacco terroristico di Pahalgam e agli attacchi di rappresaglia, la polizia di Kolkata ha arrestato la studentessa di giurisprudenza e influencer Sharmistha Panoli a Gurugram, dopo che aveva pubblicato un video virale che criticava il Pakistan per il suo sostegno al terrorismo islamico e presumibilmente aveva usato un linguaggio irrispettoso nei confronti del profeta islamico Maometto, provocando una reazione negativa da parte della comunità islamica in tutte le nazioni musulmane; Panoli ha affermato che alcuni le hanno anche rivolto minacce di morte e stupro. Il dipartimento ha dovuto affrontare reazioni negative su diverse piattaforme di social media, come Twitter, per averla presa di mira dopo che era stato emesso un mandato di arresto contro di lei per aver ferito i sentimenti religiosi, ma non aveva preso provvedimenti contro coloro che avevano emesso minacce di morte e stupro. Successivamente, a Panoli è stata concessa la libertà su cauzione, mentre il suo querelante, Wajahat Khan, che aveva precedenti per aver ferito i sentimenti religiosi degli indù e per aver incitato all'odio, è stato arrestato dopo essere fuggito per giorni.

### Politiche e azioni anti-bicicletta
La polizia di Kolkata è tristemente nota per le sue politiche anti-bicicletta, imponendo divieti assoluti alle biciclette sulle strade principali e sulle arterie principali dal 2008. Il divieto è stato imposto per migliorare la fluidità del traffico e la violazione di tali divieti ha portato all'imposizione di una multa di 100 rupie o al sequestro delle biciclette, oltre a molestie ai ciclisti da parte degli agenti di polizia. Ci sono state proteste contro tali divieti, poiché le biciclette non hanno causato congestione del traffico da parte degli esperti del traffico e il divieto non è stato approvato dal governo statale. Le multe imposte ai ciclisti non sono conformi alle violazioni previste dal Motor Vehicles Act, in quanto quest'ultimo non prevede alcuna sanzione per i ciclisti. Inoltre, gli agenti della strada che comminano sanzioni rilasciano piccole ricevute, ovvero piccoli tagliandi di carta comune poco più grandi di francobolli, con un timbro della polizia stradale, che ha fomentato corruzione e concussione. A seguito del divieto, nel 2014 sono state presentate cause di interesse pubblico presso l'Alta Corte di Kolkata contro il dipartimento di polizia stradale, che successivamente ha ridotto il divieto di biciclette da 174 a 62 strade a seguito dell'intervento della corte. Nonostante non sia previsto dal Motor Vehicles Act, la polizia stradale di Kolkata è stata coinvolta nel sequestro e nella confisca delle biciclette dei ciclisti che violavano o violavano il divieto.
Inoltre, la polizia di Kolkata è stata condannata per aver usato il pugno di ferro nei confronti dei ciclisti in diverse occasioni, come ad esempio per aver eseguito acrobazie e aver utilizzato marciapiedi e marciapiedi pedonali. Il dipartimento ha cercato di aumentare le sanzioni da 100 a 1000 rupie per i trasgressori che eseguivano acrobazie, ma poiché i ciclisti non necessitano di patente, la richiesta è stata respinta e non è stata applicata. Inoltre, a partire da novembre 2021, il dipartimento ha iniziato a prendere di mira i ciclisti trovati ubriachi e ha iniziato ad accusarli ai sensi della sezione 510 del codice penale indiano (in seguito sezione 24 del Bharatiya Nyaya Sanhita) invece della sezione 185 del Motor Vehicles Act per ubriachezza pubblica piuttosto che per pedalata in stato di ebbrezza.

### Gestione dello stupro e dell'omicidio di Kolkata del 2024
La polizia di Kolkata è stata criticata per la gestione dello stupro e dell'omicidio di Kolkata del 2024 e delle proteste che ne sono seguite, quando nell'agosto del 2024 una dottoressa di turno notturno presso l'R. G. Kar Medical College and Hospital di Kolkata Nord è stata violentata e uccisa. Un volontario della polizia civica, con precedenti di violenza contro le donne, è stato arrestato dalla polizia di Calcutta in relazione all'omicidio. La notte del 14 agosto, durante la protesta iniziale, una folla composta da centinaia di vandali –ampiamente accusati di appartenere al partito al governo nel Bengala Occidentale, la [mafia] – ha saccheggiato l'ospedale e, così facendo, ha distrutto gran parte delle prove materiali presenti al suo interno. La polizia di Kolkata è stata accusata di inazione contro la folla. In seguito, il dissenso e i discorsi diffamatori sui social media (il più famoso dei quali è Twitter) rivolti contro la gestione del caso da parte delle forze dell'ordine e del governo sono stati accolti con avvisi di cessazione e astensione inviati dalla stazione di polizia informatica della polizia di Kolkata, ai sensi della sezione 168 del Bharatiya Nagarik Suraksha Sanhita (o del Codice di procedura penale). L'Alta Corte di Kolkata ha trasferito il caso alla competenza del Central Bureau of Investigation subito dopo lo scoppio delle proteste. Il 20 agosto, la Corte Suprema ha preso atto della questione d'ufficio. La Corte ha criticato il governo statale e i suoi apparati (inclusa la polizia di Kolkata), tra le altre istituzioni coinvolte nell'incidente.
Il 14 settembre, l'ispettore Abhijit Mondal della polizia di Calcutta è stato arrestato dal CBI per distruzione di prove, compromissione della scena del crimine e ritardo nella presentazione di un primo rapporto informativo (FIR) come richiesto dalle parti avversarie del Bengala Occidentale. Tre giorni dopo, il governo dello stato ha nominato Shri Manoj Verma Commissario IPS su richiesta dei manifestanti.
Durante i festeggiamenti del Durga Puja nell'ottobre 2024, nove manifestanti furono arrestati dalla polizia di Kolkata durante un puja pandal a Ballygunge per accuse ai sensi di vari articoli del Bharatiya Nyaya Sanhita (o Codice Penale Indiano), tra cui assemblea illegale, aggressione a pubblico ufficiale in servizio e danneggiamento di pubblico ufficiale. L'Alta Corte di Kolkata concesse la libertà su cauzione ai manifestanti, rilevando che a prima vista le loro azioni non erano motivate da motivi politici o religiosi, né sussistevano prove di intento criminale, in quanto non avevano danneggiato nessuno; la cauzione fu fissata a ₹1.000.

## Ricreazione
La polizia di Kolkata gestisce il Police Athletic Club (abbreviato Police AC), una squadra che compete nella Premier Division della Calcutta Football League.